# Parasiccia perirrorata
Parasiccia perirrorata là một loài bướm đêm thuộc phân họ Arctiinae, họ Erebidae.